# Pratochloa
Pratochloa é um género monótipo de plantas com flores pertencentes à família Poaceae. A sua única espécie é Pratochloa walteri.
A sua área de distribuição nativa encontra-se na Namíbia.